# سانتا كروث دي غريو
بلدية سانتا كروث دي غريو (بالإسبانية: Santa Cruz de Grío) هي بلدية تقع في مقاطعة سرقسطة التابعة لمنطقة أراغون شمال شرق إسبانيا.

## الديموغرافيا
بلغ عدد سكان بلدية سانتا كروث دي غريو 161 نسمة عام 2011 (وفقاً للمعهد الوطني الإسباني للإحصاء).
| 238 | 232 | 230 | 197 | 194 | 182 | 161 |